# Juan Domingo del Sacramento Infante

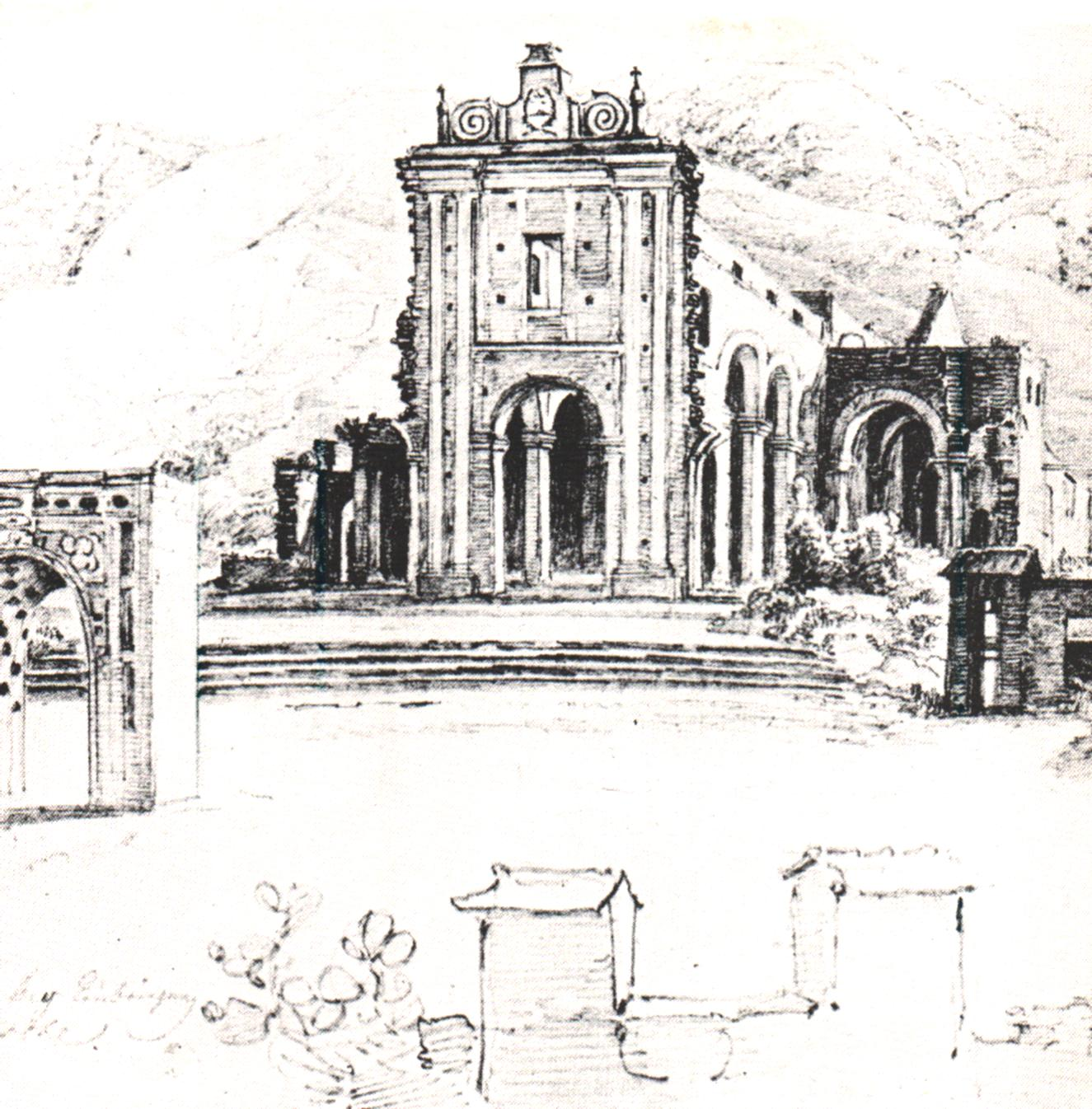
Ruinas de la iglesia de la Santísima Trinidad en Caracas. (c.1842-1845) autor: Ferdinand Bellermann

Juan Domingo del Sacramento Infante (Caracas, Venezuela, década de 1710-ibídem, 12 de diciembre de 1780) fue un alarife y maestro mayor de obras afroespañol. Por iniciativa propia fundó y construyó en Caracas el templo de la Santísima Trinidad, actual Panteón Nacional, y también se le atribuyen otras obras de importancia de la Caracas virreinal del siglo XVIII y XIX, como son los puentes de Carlos III en Parroquia La Pastora y el Puente de La Trinidad en la zona del panteón.

## Reseña biográfica

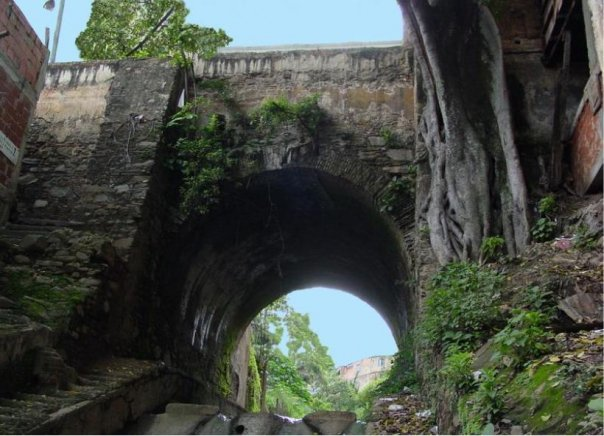
Puente Carlos III

Juan Domingo del Sacramento Infante desde muy joven se dedicó a la profesión de alarife. Partenecia al grupo social de los pardos en la Venezuela colonial del siglo XVII, vivió con su madre María Leocadia de Ponte en una casa edificada por él en la orilla izquierda del Río Catuche, al norte del casco urbano de Caracas, más arriba de donde se hallaba la mansión de los marqueses del Toro y el templo de las Mercedes.
Se le conoció como un fiel devoto de la Santísima Trinidad y a la cual dedicó la construcción de la Santísima Trinidad iiniciada su construcción el 5 de agosto de 1744 y concluida el 15 de julio de 1781, luego destruida durante el terremoto del 26 de marzo de 1812 y posteriormente reedificada para dar lugar al Panteón Nacional

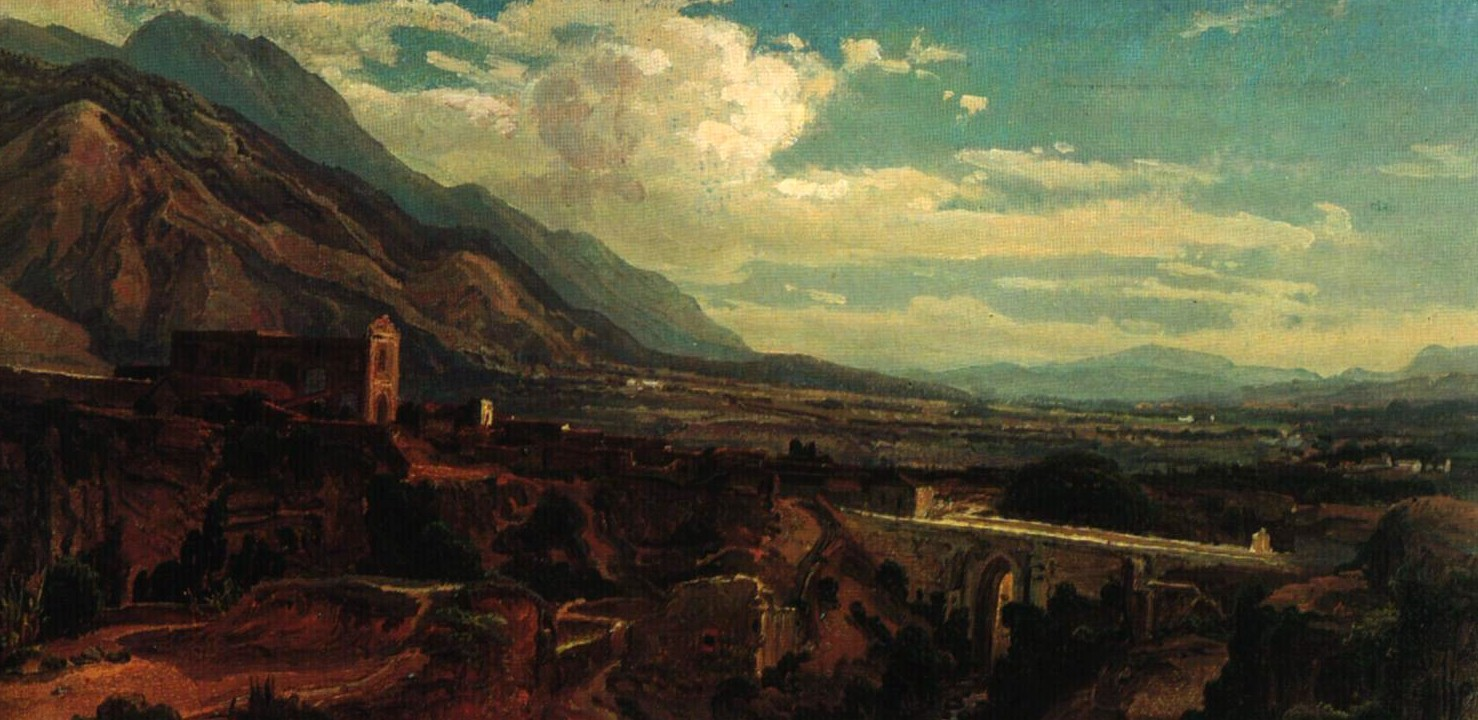
Paisaje de Caracas con viaducto y puente de la Trinidad. (c.1844-1845) autor: Ferdinand Bellermann

Entre otras obras destacadas de Infante se hallan el Puente Carlos III se inicia su construcción sobre el curso de Río Catuche cerca de 1772 por disposición del gobernador José Carlos de Agüero con fondos del Cabildo caraqueño en la actualidad se considera patrimonio arquitectónico de la ciudad de Caracas,  su otra obra reconocida es el Puente de la Trinidad puente de piedra y calicanto que cruzaba el Río Catuche, el cual fue construido a mediados del siglo XVIII.
Juan Domingo del Sacramento Infante muere en su ciudad natal el 12 de diciembre de 1780 fue amortajado con el hábito trinitario de su cofradía y enterrado al pie del altar mayor de su iglesia sus restos aún reposan 
en el actual Panteón Nacional al lado de los restos mortales de Simón José Antonio de la Santísima Trinidad Bolívar y Palacios Ponte y Blanco.

### Iglesia de la Santísima Trinidad
Infante en el año 1740 solicitó permiso al Cabildo Eclesiástico de Caracas para la construcción del un templo en honor a la Santísima Trinidad, el cual fue autorizado sin poseer la real aprobación la cual fue otorgada posteriormente en 1743; después de numeroso obstáculos Infante inició la construcción hacia 1746 y la cual culminó el 15 de julio de 1781. La construcción fue ejecutada en su mayor parte gracias a los ingresos de Infante y las limosnas de feligreses así como ayudas del ayuntamiento caraqueño, como también de la colaboración del Coronel Juan Vicente Bolívar y Marques del Toro que donaron solares para que la obra quedase finalizada en 1780.
Luego de 31 años, el 26 de marzo de 1812, ocurre el terremoto que destruyó la ciudad de Caracas y gran parte de la poblados de Venezuela, quedando en ruinas a la iglesia. Después en 1874 el presidente Antonio Guzmán Blanco, firma un decreto donde expropia el terreno de la iglesia para convertila en lo que hoy es el Panteón Nacional de Venezuela